# Таскігі (Алабама)
Таскігі (англ. Tuskegee) — місто (англ. city) в США, в окрузі Мейкон штату Алабама. Населення — 9395 осіб (2020).

## Географія
Таскігі розташоване за координатами 32°25′6″ пн. ш. 85°40′24″ зх. д. / 32.41833° пн. ш. 85.67333° зх. д. (32.418209, -85.673314). За даними Бюро перепису населення США в 2010 році місто мало площу 42,41 км², з яких 41,68 км² — суходіл та 0,74 км² — водойми.

## Демографія
Згідно з переписом 2010 року, у місті мешкало 9865 осіб у 3749 домогосподарствах у складі 1956 родин. Густота населення становила 233 особи/км². Було 4624 помешкання (109/км²).
Расовий склад населення:
| - 95,8 % — чорних або афроамериканців - 1,9 % — білих - 0,5 % — азіатів - 0,1 % — корінних американців |

До двох чи більше рас належало 1,3 %. Частка іспаномовних становила 1,3 % від усіх жителів.
За віковим діапазоном населення розподілялося таким чином: 18,5 % — особи молодші 18 років, 68,4 % — особи у віці 18—64 років, 13,1 % — особи у віці 65 років та старші. Медіана віку мешканця становила 27,7 року. На 100 осіб жіночої статі у місті припадало 78,8 чоловіків; на 100 жінок у віці від 18 років та старших — 73,8 чоловіків також старших 18 років.
Середній дохід на одне домашнє господарство становив 37 465 доларів США (медіана — 26 896), а середній дохід на одну сім'ю — 46 237 доларів (медіана — 37 169). Медіана доходів становила 31 833 долари для чоловіків та 27 150 доларів для жінок. За межею бідності перебувало 27,6 % осіб, у тому числі 34,3 % дітей у віці до 18 років та 21,0 % осіб у віці 65 років та старших.
Цивільне працевлаштоване населення становило 3500 осіб. Основні галузі зайнятості: освіта, охорона здоров'я та соціальна допомога — 40,0 %, мистецтво, розваги та відпочинок — 15,4 %, роздрібна торгівля — 10,3 %, виробництво — 8,7 %.

## Відомі люди
- Роза Паркс — американська громадська діячка, з чиїм ім'ям пов'язаний початок масової боротьби чорношкірих за рівні права в Америці.
- Фредерік Артур Бріджмен — американський художник-орієнталіст.

## Галерея

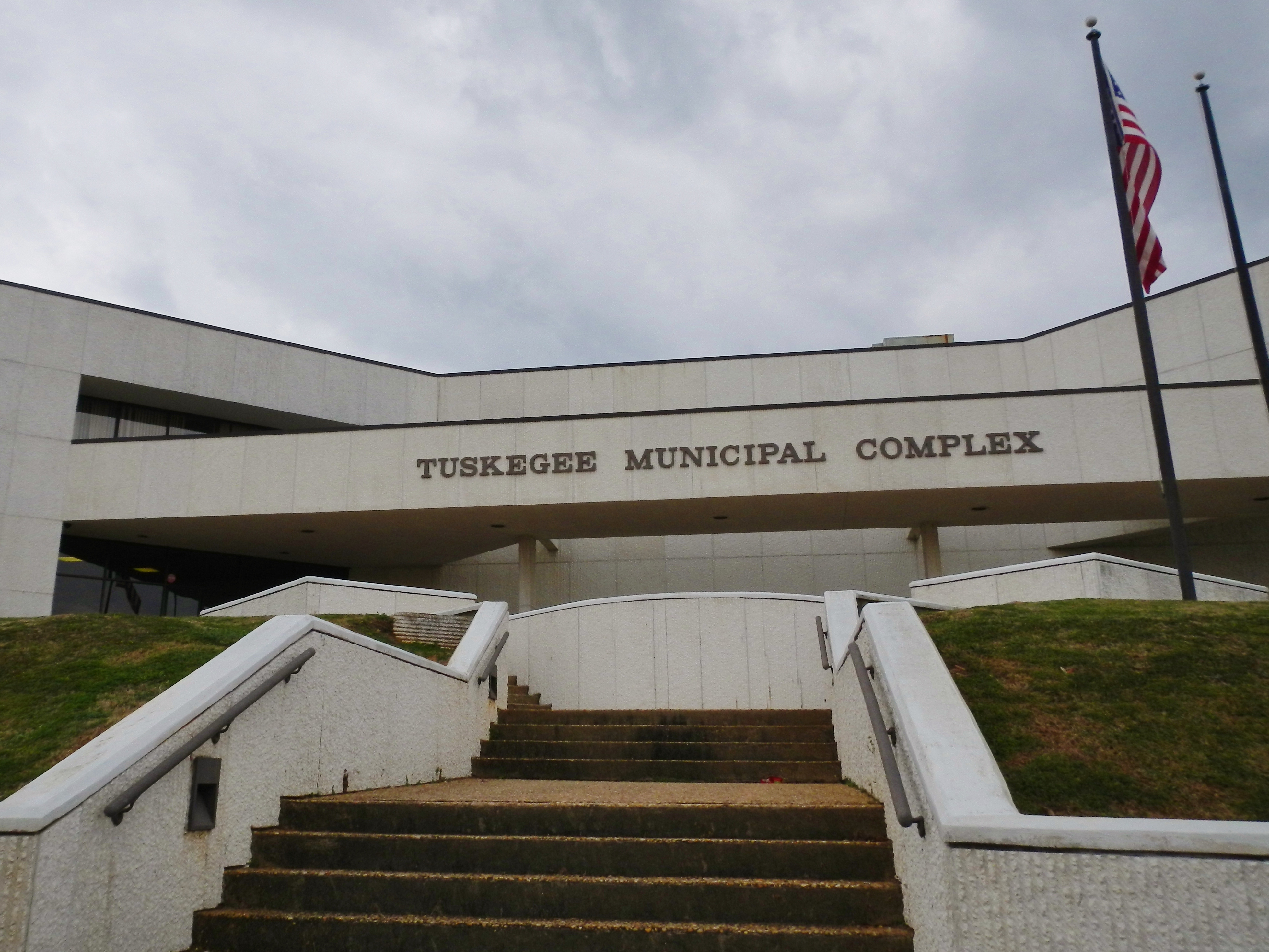
Муніципальний комплекс Таскігі
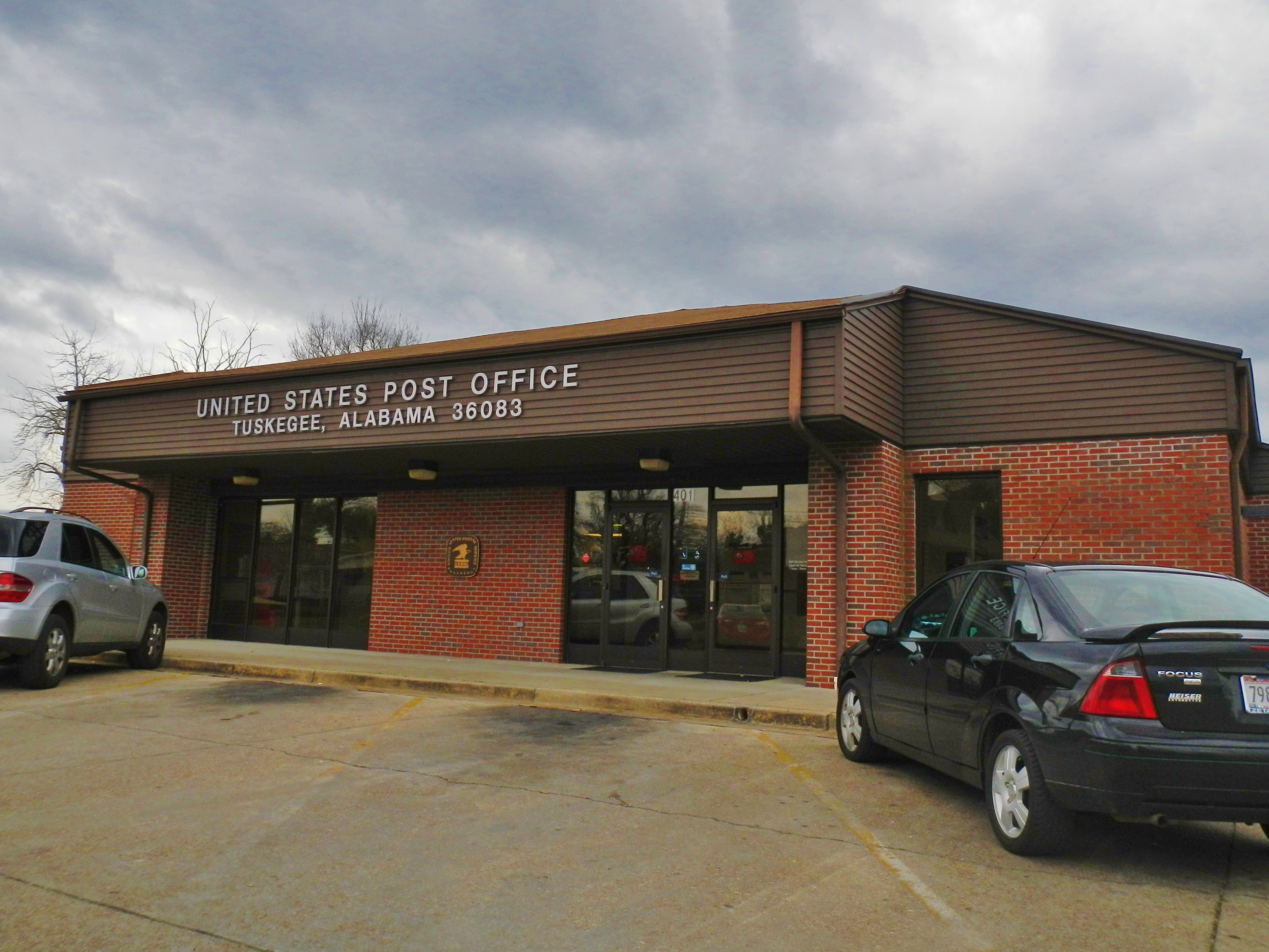
Поштове відділення
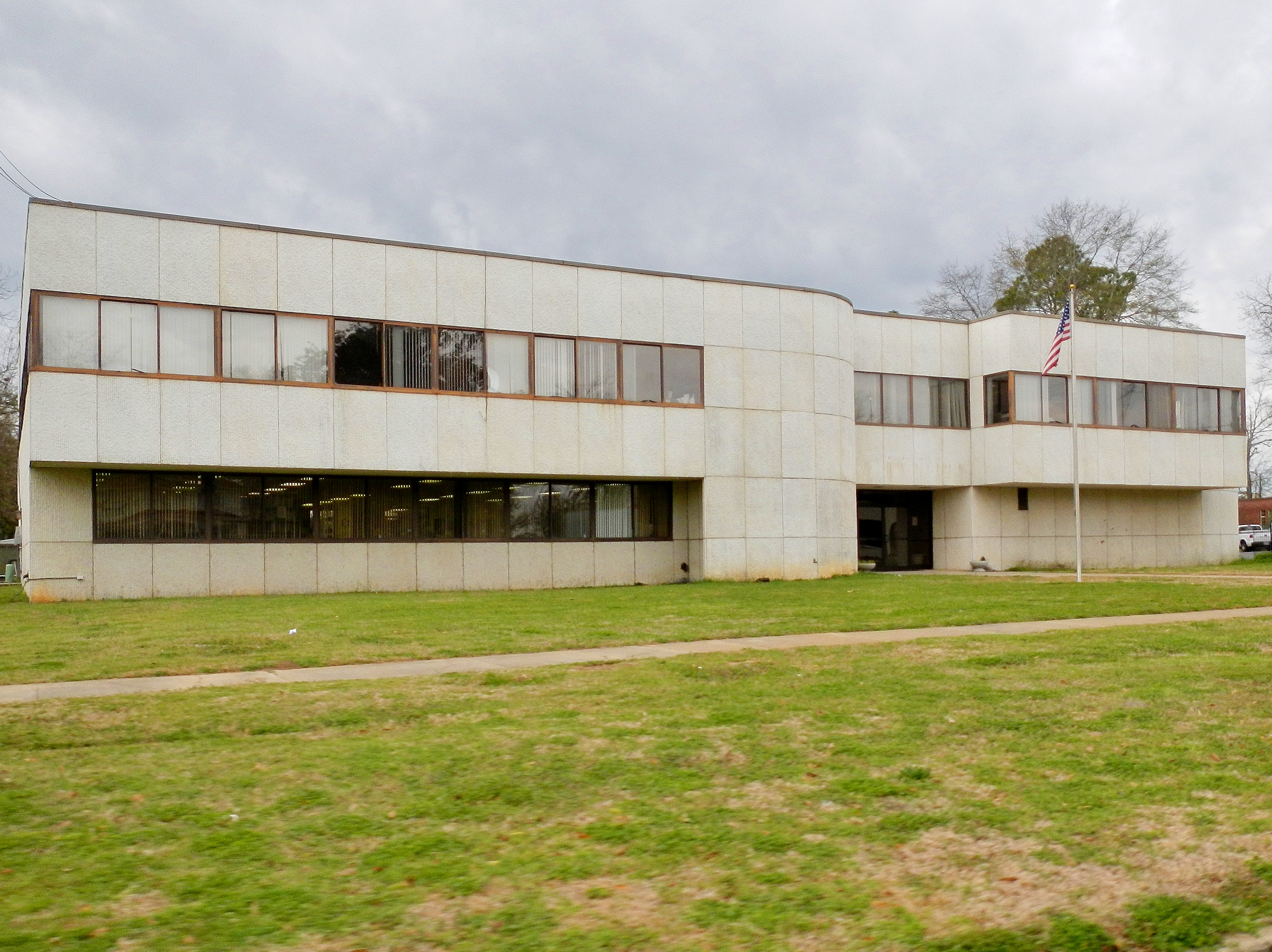
Публічна бібліотека
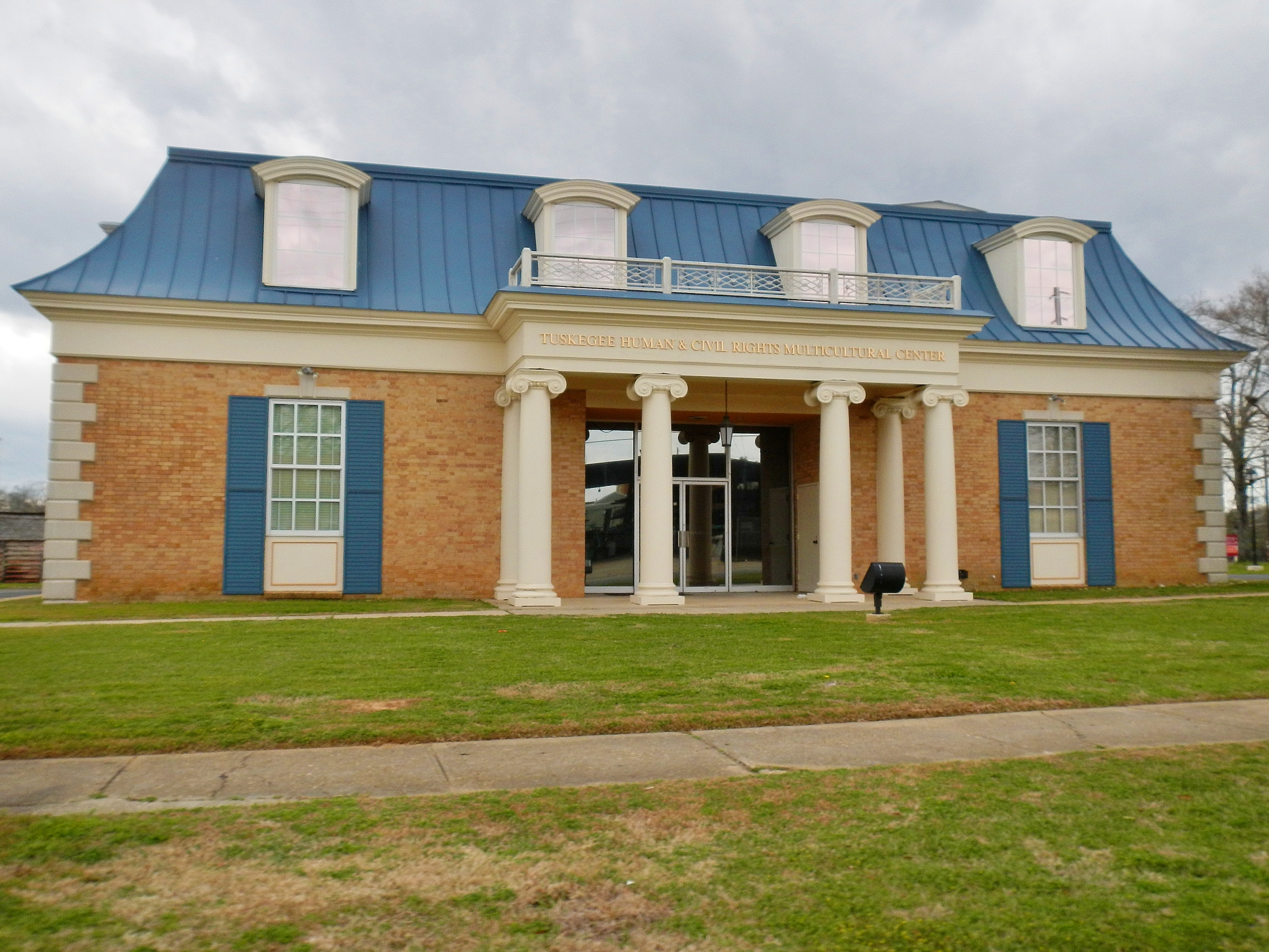
Мультикультурний центр людини та громадянських прав
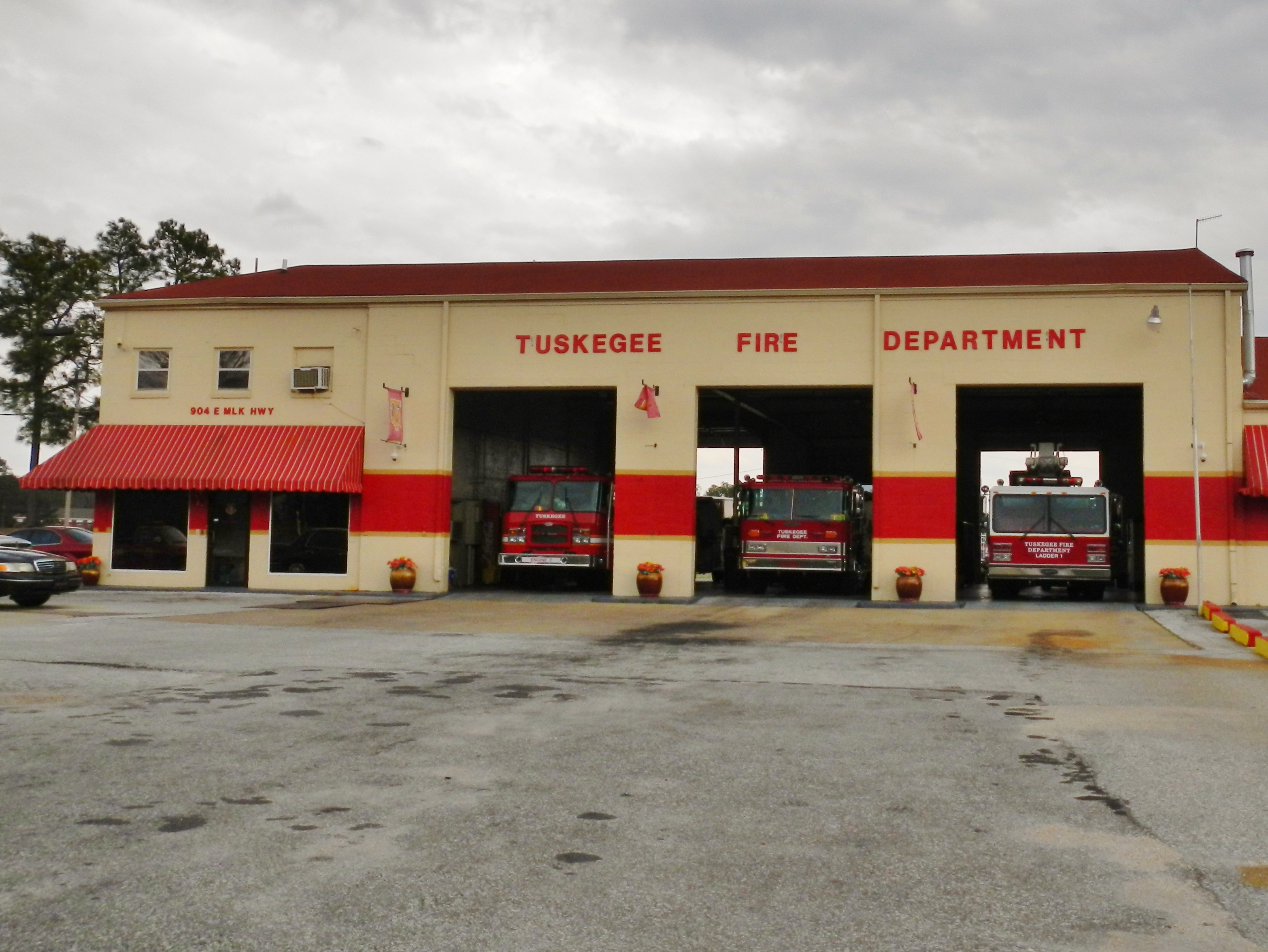
Пожежна частина
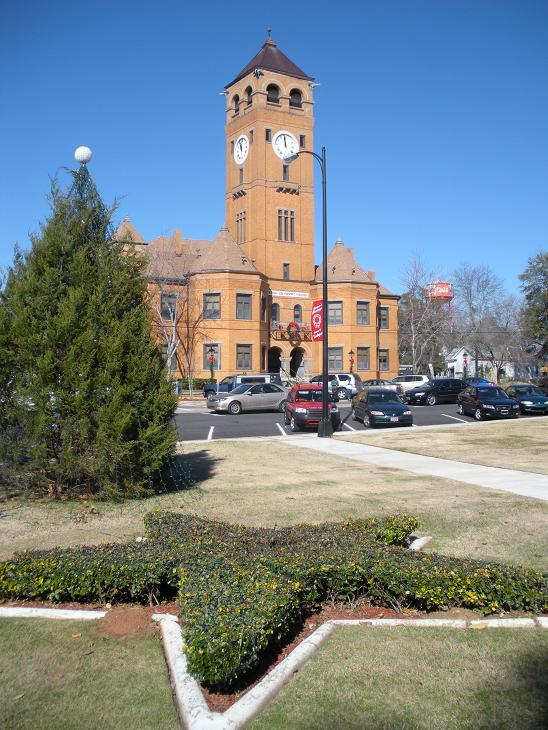
Вид на будівлю окружного суду від парку з головної площі міста.
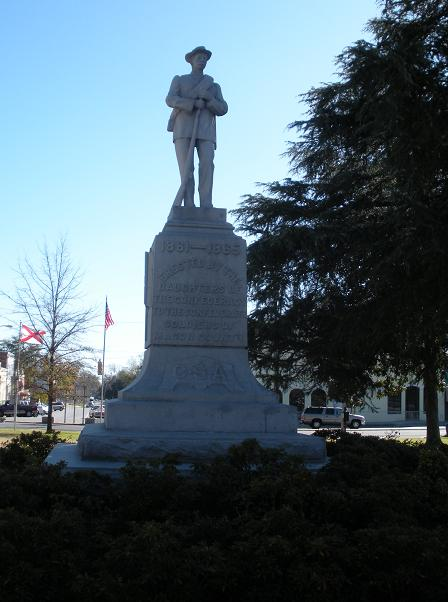
Пам'ятник солдатам Конфедерації
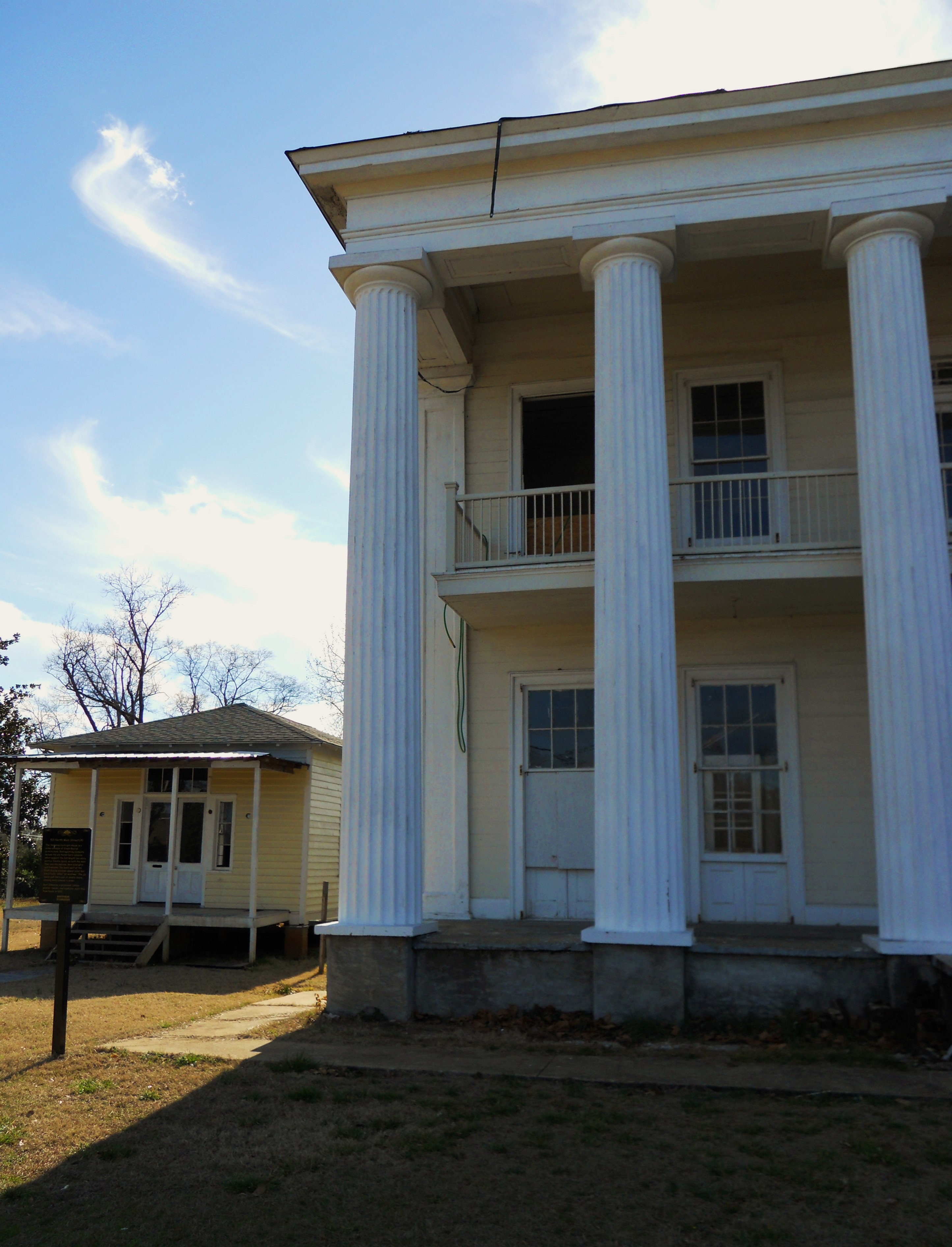
Головна вулиця історичного району була включена до Національного реєстру історичних місць 17 березня 1985
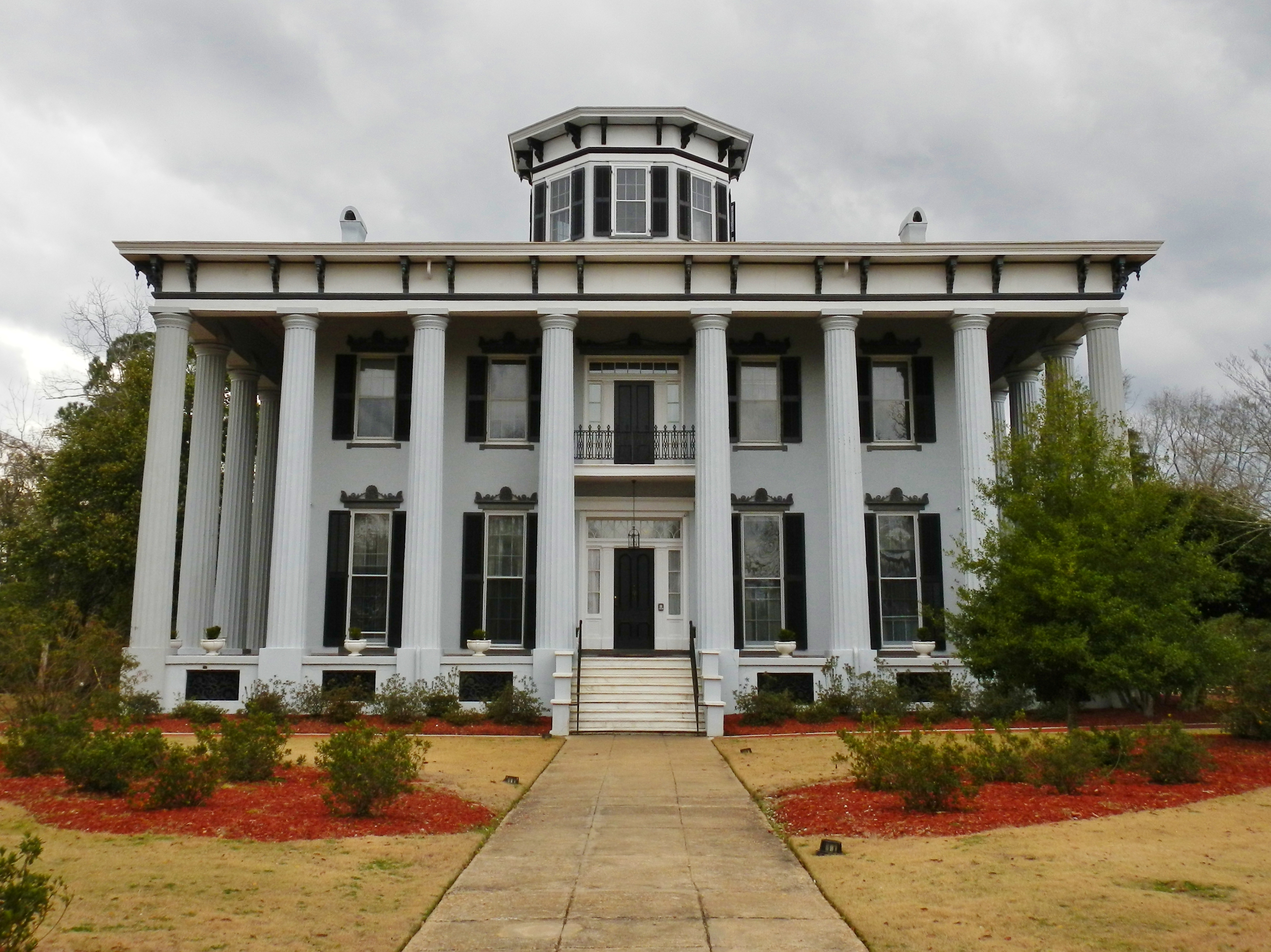
Побудована в 1857 будівля тепер слугує будинком президента Університету Таскігі. Включена до Національного реєстру історичних місць 11 січня 1980
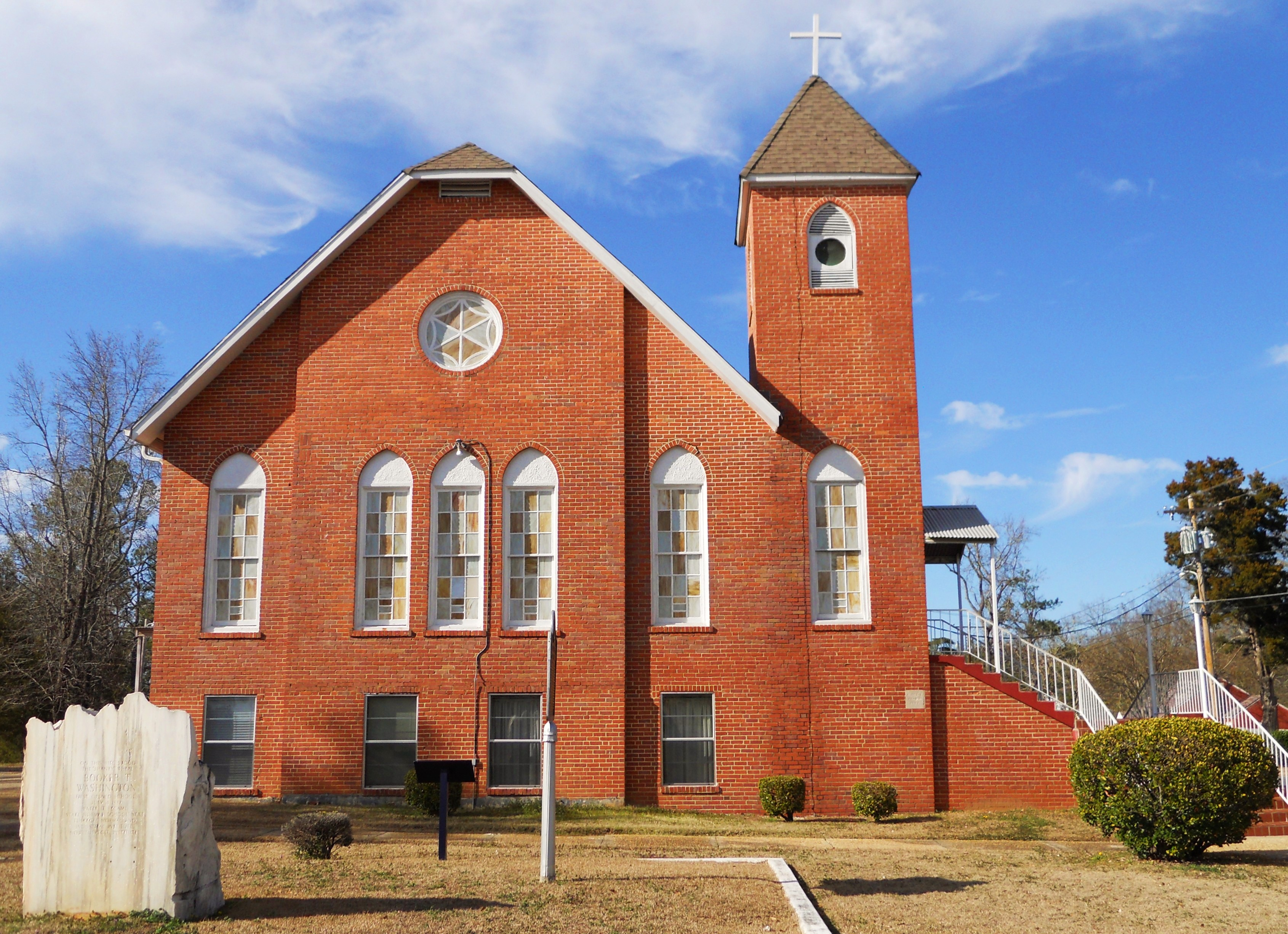
Африканська методистська єпископальна церква Сіону була додана до Національного реєстру історичних місць 28 серпня, 1995.
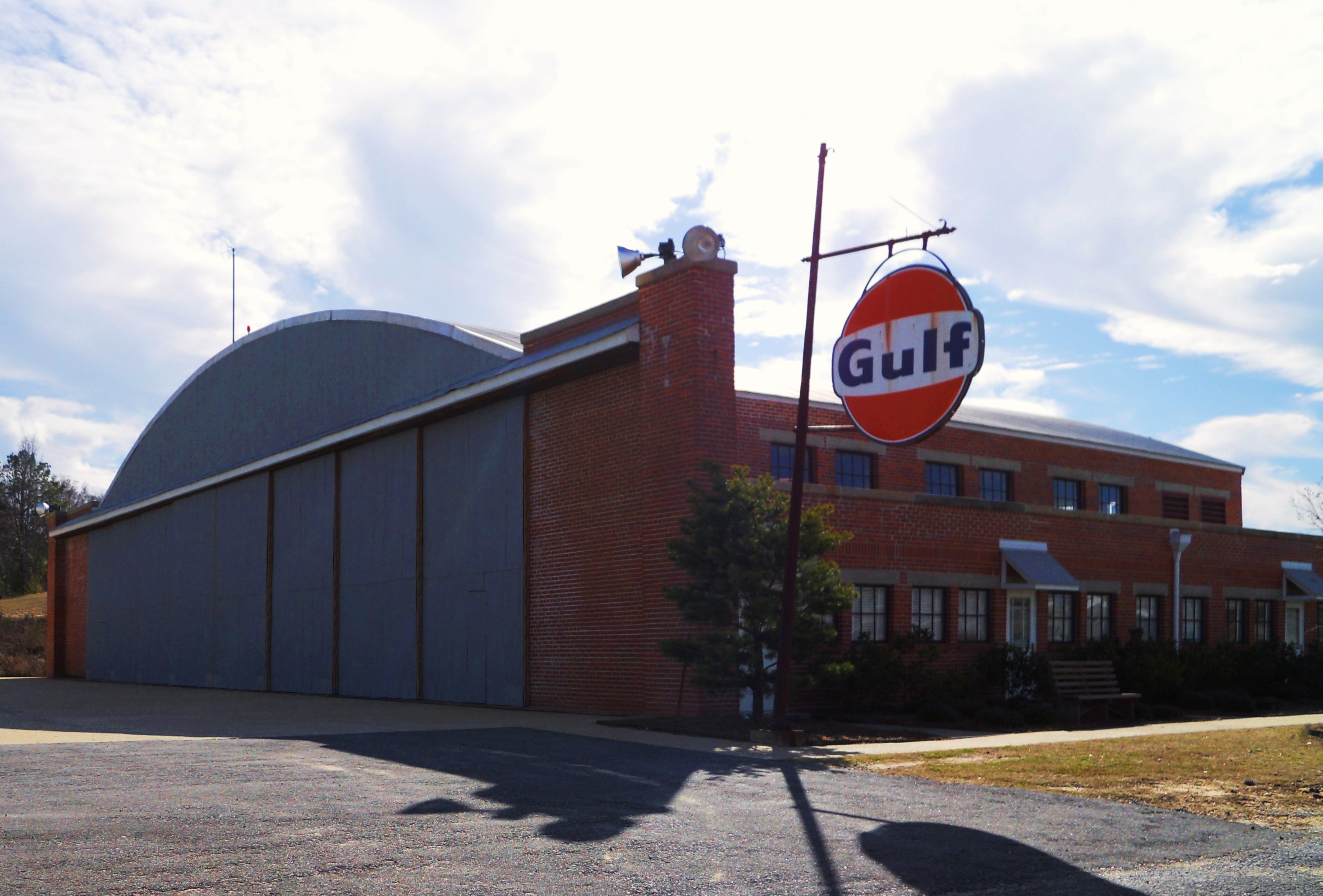
Музей
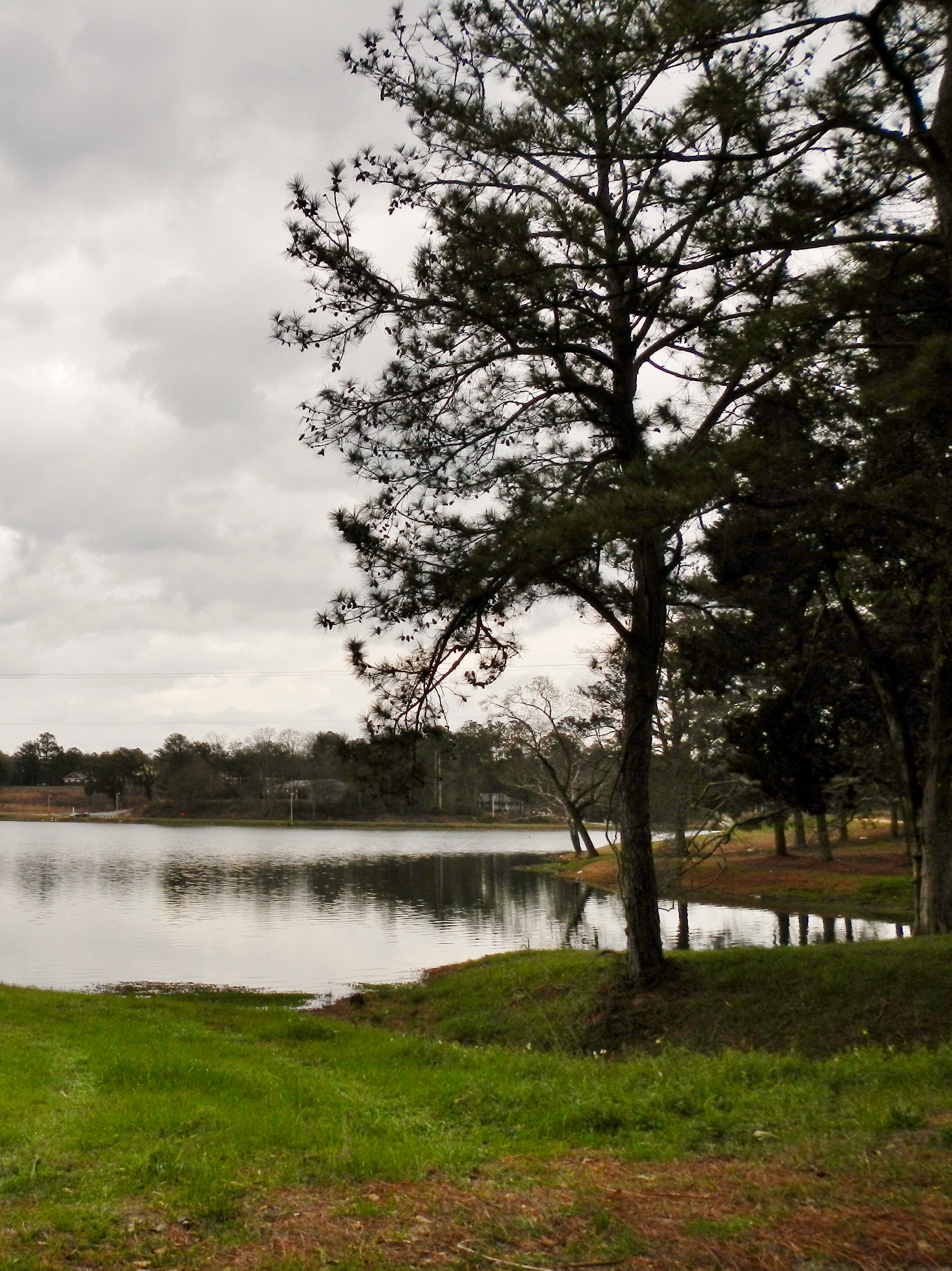
Озеро в Таскігі. Тут розташована міська зона відпочинку з ігровими майданчиками, місця для пікніків, і близько 92 акрів води. Можливості для риболовлі, вітрильного спорту та водних лиж.